# أرايز الهند
آريس الهند (بالإنجليزية: Arise India Ltd)‏ هي شركة متخصصة في الإلكترونيات الإستهلاكية. تأسست في 1995. يقع مقرها في دلهي الهند.

## وصلات خارجية
- الموقع الرسمي